# SEMT Pielstick
SEMT Pielstick je francoski proizvajalec dizelskih motorjev s sedežem v Villepinte, Francija. Podjetje je v lasti nemškega MAN Diesel, ki je sam del MAN AG. Podjetje je bilo ustanovljeno leta 1988, ko sta MAN in MTU (sprva 50/50 partnerstvo) odkupila oddelek od francoskega GEC Alsthom. MAN je kasneje odkupil preostali delež in postal edini delničar. Pozneje se je podjetje preimenovalo v MAN Diesel & Turbo

## Licenčna proizvodnja
Pielstick motorji se proizvajajo pod licenco v številnih državah:
- Colt-Pielstick — Fairbanks Morse — ZDA
- Crossley-Pielstick — Rolls-Royce — Združeno kraljestvo (prodajani pod oznako Crossley)
- Doosan-Pielstick — Doosan Heavy Industries Construction Co (DHICO) — Južna Koreja
- Hyundai-Pielstick — Hyundai Heavy Industries — Južna Koreja
- Kirloskar-Pielstick — Kirloskar Oil Engines Ltd. — Indija
- Lindholmen-Pielstick — Lindholmen Motor AB — Švedska
- Pielstick — Shaanxi Diesel Engine Works — Kitajska
- Wärtsilä-Pielstick — Wärtsilä Turku Factory — Finska